# Ashleigh Chisholm
Ashleigh Tiffany Chisholm Watson (Cairns, 6 giugno 1990) è un'attrice australiana.
Conosciuta per aver interpretato il ruolo di Felicity 'Fliss' Sidebotham nella serie australiana The Sleepover Club, trasmessa anche in Italia, su Disney Channel, fra il gennaio 2004 ed il novembre 2006.
Interpretando il ruolo di Jennelle, è apparsa anche in un episodio della serie Neighbours, a cui hanno preso parte anche due sue ex colleghe Eliza Taylor-Cotter e Caitlin Stasey. Dopo aver abbandonato la televisione australiana ci ritorna solo nel 2011 apparendo nel suo ultimo film come protagonista in Sommerso.

## Filmografia

### Cinema
- My Little Musical, regia di Amelie Sandström - cortometraggio (2009)
- Sommerso (Submerged), regia di Ben McKenzie e Phil Moore (2011)

#### Televisione
- Home and Away - serie TV, episodio 1x2473 (1998)

- The Sleepover Club - serie TV, 26 episodi (2003)
- Neighbours - serie TV (2004)